# Murray Halberg
Murray Halberg, Sir Murray Gordon Halberg, né le 7 juillet 1933 à Eketahuna et mort le 30 novembre 2022, est un athlète néo-zélandais.

## Biographie
Durant un match de rugby disputé pendant sa jeunesse, Murray Halberg perd l'usage du bras gauche sur une blessure. Il choisit alors de se consacrer à la course à pied et rejoint Peter Snell dans le groupe d'entraînement d'Arthur Lydiard.
Il participe en 1954 à ses premiers Jeux de l'Empire britannique et du Commonwealth, terminant le mile à la 5e place. Deux ans plus tard, il participe à ses premiers Jeux olympiques lors des jeux de Melbourne, terminant 11e du 1 500 mètres.
L'année 1958 le voit obtenir une médaille d'or lors du 3 miles des Jeux britanniques et du Commonwealth, obtenant de plus le titre de sportif néo-zélandais de l'année.
Pour les Jeux olympiques de 1960 de Rome, il s'aligne sur les deux distances du 5 000 et du 10 000 mètres. Sur la plus courte des distances, il remporte le titre lors d'une course où, à 1 200 mètres de la ligne d'arrivée, il place une grande accélération qui le voit prendre 25 mètres à ses adversaires. Halberg tiendra finalement jusqu'au bout, terminant avec 5 mètres d'avance, non sans avoir failli tomber dans la dernière ligne droite. 
L'année suivante, il établit 4 records mondiaux puis défend victorieusement son titre lors des jeux britanniques en 1962. Sa dernière participation aux Jeux se solde par une 7e place sur 10 000 mètres.

## Palmarès

### Jeux olympiques d'été
- Jeux olympiques de 1964 à Tokyo,  Japon
  - 7e du 10 000 mètres
- Jeux olympiques de 1960 à Rome,  Italie
  -  Médaille d'or du 5 000 mètres
  - 5e du 10 000 mètres
- Jeux olympiques de 1956 à Melbourne,  Australie
  - 11e du 1 500 mètres

### Jeux du Commonwealth
- Jeux de l'Empire britannique et du Commonwealth 1962 à Perth,  Australie
  -  Médaille d'or sur le 3 mile
- Jeux de l'Empire britannique et du Commonwealth 1958 à Cardiff,  Pays de Galles
  -  Médaille d'or sur le 3 mile
- Jeux de l'Empire britannique et du Commonwealth 1954 à Vancouver,  Canada
- 5e du mile

### Record du monde
- record du monde du 2 mile en 1961
- record du monde du 4 × 1 mile en 1961
- record du monde du 3 mile en 1961
- record du monde du 2 mile en salle en 1961